# Александрова, Нина Александровна
Нина Александровна Александрова (19 ноября 1916 — 18 мая 1972) — советский журналист, фронтовой корреспондент, сотрудник газеты «Известия».

## Биография
С 1931 г. работала в московской «Рабочей газете». Одновременно училась в вечернем газетном техникуме.
После этого работала в журнале «Пионер», совмещая работу и учёбу, теперь уже на вечернем отделении Литературного института им. А. М. Горького (1941 г).
В Великую Отечественную войну ушла добровольцем. Была корреспондентом дивизионных и армейских газет на Волховском и 1-м Белорусском фронтах. Была тяжело ранена. Дошла до Берлина. Награждена орденом Отечественной войны, двумя орденами Красной Звезды, девятью медалями, в том числе «За отвагу».
Впоследствии — разъездной корреспондент «Комсомольской правды», с 1962 года — спецкор газеты «Известия».
Отправной точкой газетных очерков Нины Александровой чаще всего оказывались письма читателей об острых жизненных конфликтах на почве несправедливости, бюрократизма, обывательщины, равнодушия власти и людей.
По мотивам очерка Александровой — «Чужие дети» в 1958 году был снят фильм.
Жила в Карманицком переулке, 2, корп.5; на Шереметьевской улице, 71, корп.17.

### Гибель
В 1972 Ниной Александровой был написан (и уже был принят редакцией, набран, его хотели печатать) очерк «Капля крови и пуд соли» рассказывающий о самозванце, приписавшего себе подвиг однофамильца, героя восстания узников гитлеровского лагеря Собибор. Все доказательства его вины были у Нины в руках: и записи рассказов других участников события, и свидетельство руководителя восстания, и покаянное письмо авантюриста. Удерживало одно: «Хочу посмотреть в глаза подлецу!».
Самолёт Ан-10, на котором летела журналистка, разбился 18 мая 1972 года.
Прах захоронен на Введенском кладбище (19 уч.).

### О гибели
Очерк о подлеце, выдававшем себя за героя концлагеря, был написан, в руках журналистки была бесценная переписка между негодяем и истинными героями. Секретариат запланировал материал в номер, но она помнила завет погибшего главного редактора «Пионера» «видеть все своими глазами».
— Нет. Полечу.
В ту пору запрещалось извещать об авиационных катастрофах. Замолчали и гибель самолета Ан-10 «Москва—Харьков», не долетевшего до пункта назначения 12 километров.
О катастрофе узнали только потому, что погиб знаменитый эстрадный пародист Виктор Чистяков.
О гибели знаменитой журналистки Нины Александровой узнали лишь немногие коллеги.

О гибели незнаменитых детей, летевших праздновать юбилей Всесоюзной пионерской организации, не узнал вообще никто, за исключением родных.Эдвин Поляновский, Вспоминая Нину Александрову, Известия, №276 20 ноября 1991

## Некоторые работы
- Чужие дети (1954)
- Мелкий конфликт
- Капля крови и пуд соли (1972)
- «Уходили комсомольцы…»
- Розовый свет
- Когда молчат товарищи
- Большой сад
- Судьба мальчишки
- Свет не погас

## Сборники работ
- «Свет не погас», Москва, Известия, 1973